# 葡式国王蛋糕

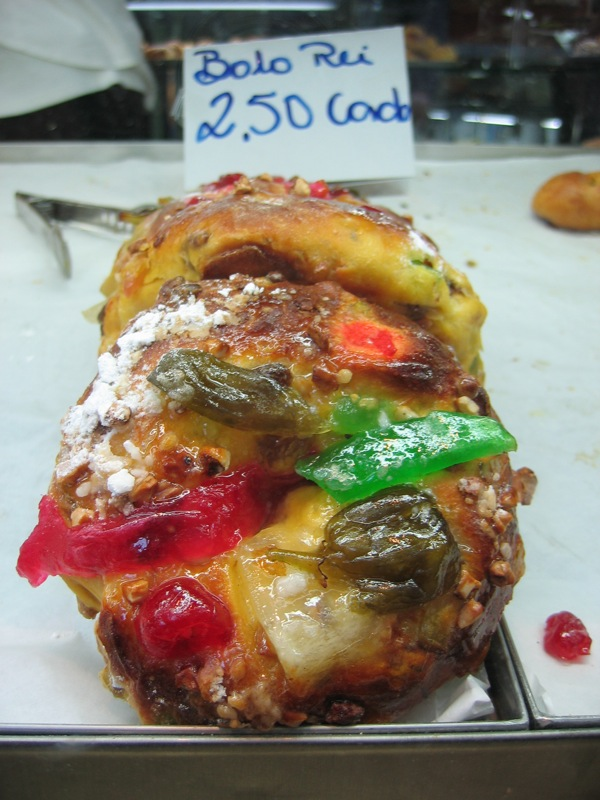
葡式帝王蛋糕

葡式帝王蛋糕（葡萄牙語：Bolo rei）是葡萄牙在圣诞节期间食用的传统帝王蛋糕，通常食用到Dia dos Reis主显日。葡式帝王蛋糕呈圆环形，寓意王冠，通常覆有砂糖和水果干。

## 图库

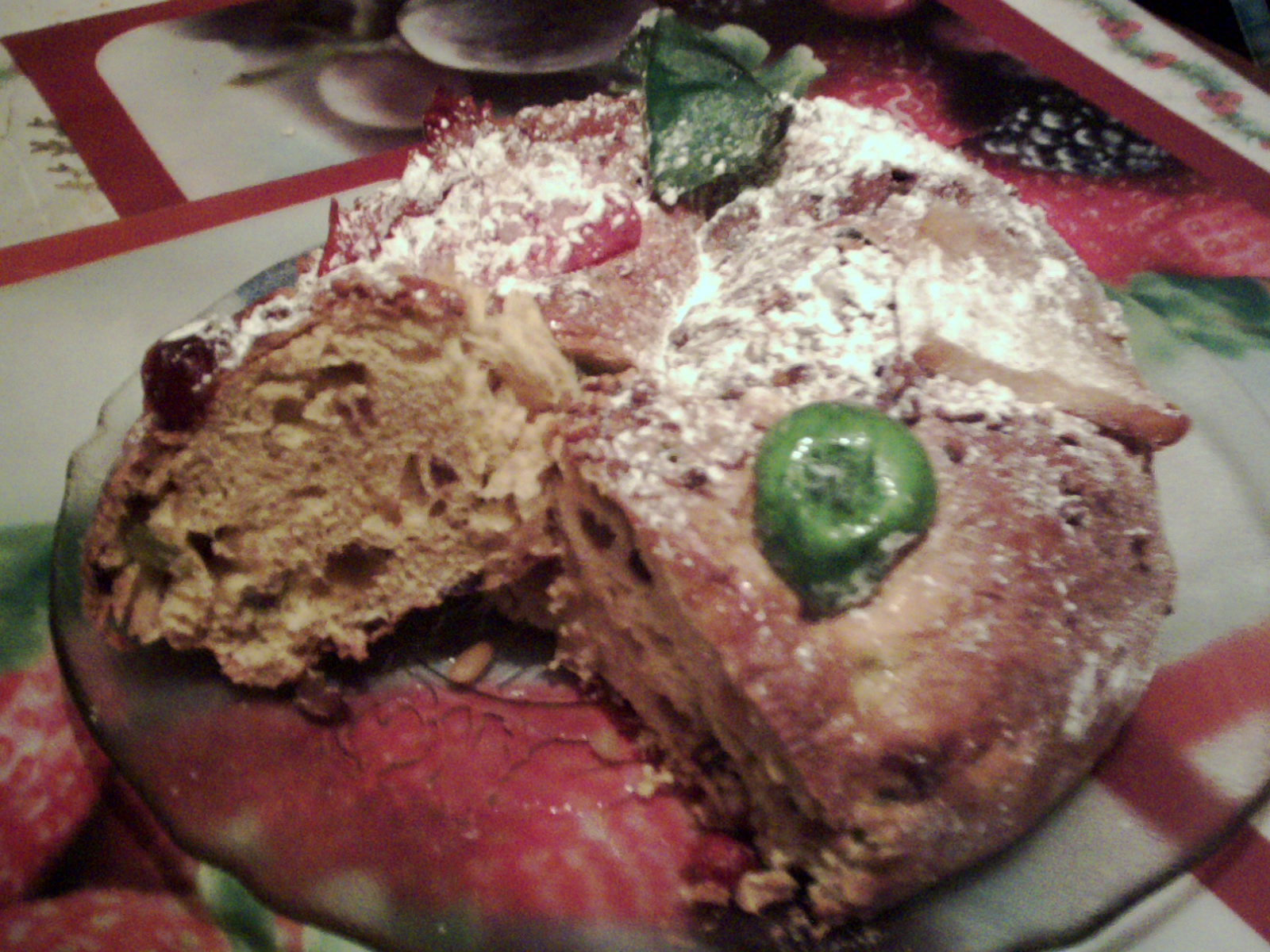
葡式帝王蛋糕
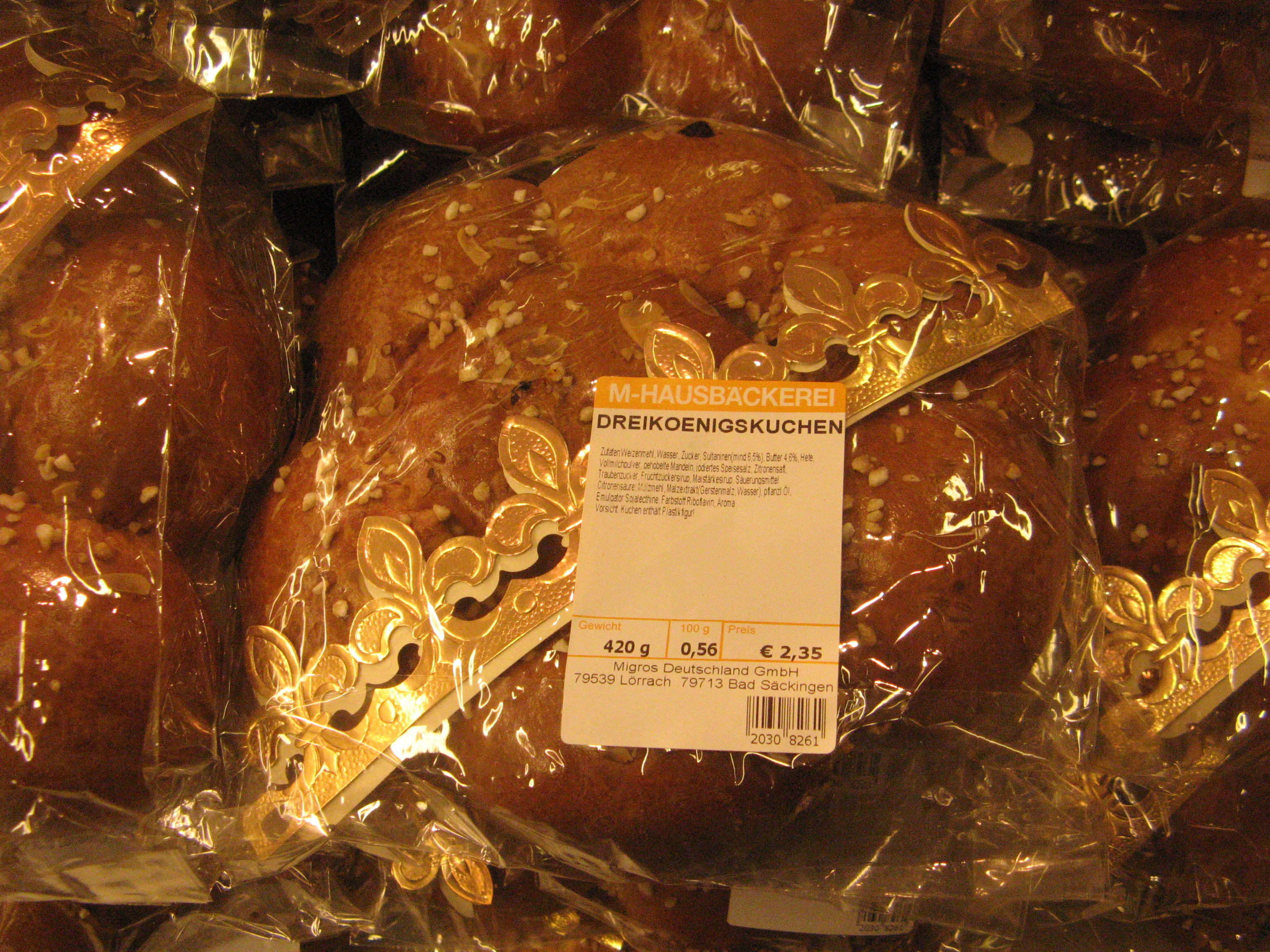
德国、巴登符腾堡州帝王蛋糕